# Ригепё
Ригепё (фр. Riguepeu) — коммуна во Франции, находится в регионе Юг — Пиренеи. Департамент — Жер. Входит в состав кантона Вик-Фезансак. Округ коммуны — Ош.
Код INSEE коммуны — 32343.

## География

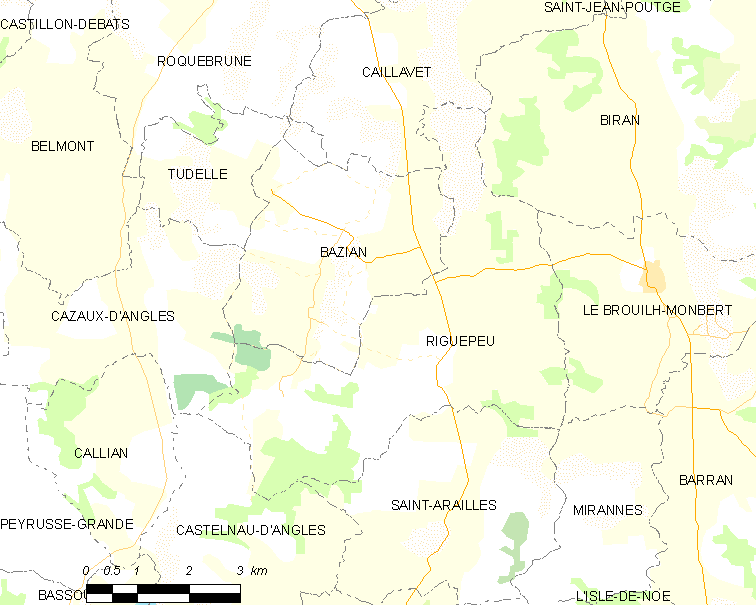
Карта коммуны

Коммуна расположена приблизительно в 600 км к югу от Парижа, в 90 км западнее Тулузы, в 20 км к западу от Оша.
По территории коммуны протекает река Ос.

## Климат
Климат умеренно-океанический. Лето жаркое и немного дождливое, температура часто превышает 35 °С. Зимой часто бывает отрицательная температура и ночные заморозки. Годовое количество осадков — 700—900 мм.

## Население
Население коммуны на 2010 год составляло 207 человек.
| 1962 | 1968 | 1975 | 1982 | 1990 | 1999 | 2010 |
| ---- | ---- | ---- | ---- | ---- | ---- | ---- |
| 318  | 262  | 220  | 219  | 228  | 214  | 207  |

## Администрация
| Период | Период | Фамилия          | Партия | Примечания |
| ------ | ------ | ---------------- | ------ | ---------- |
| 2001   | 2008   | Жильбер Кастанье |        |            |
| 2008   | 2020   | Надин Арке       |        |            |

## Экономика
В 2010 году среди 118 человек трудоспособного возраста (15-64 лет) 75 были экономически активными, 43 — неактивными (показатель активности — 63,6 %, в 1999 году было 65,6 %). Из 75 активных жителей работали 70 человек (39 мужчин и 31 женщина), безработных было 5 (4 мужчины и 1 женщина). Среди 43 неактивных 11 человек были учениками или студентами, 22 — пенсионерами, 10 были неактивными по другим причинам.